# Adam Ross (personnage)
Pour les articles homonymes, voir Adam Ross et Ross.
Adam Ross est un personnage de fiction, héros de la série télévisée Les Experts : Manhattan. L'acteur américain Aaron John Buckley joue ce rôle.

## Biographie
Adam Ross est originaire de Phoenix en Arizona. Adam est un très bon technicien de laboratoire. Il aime plaisanter dans son travail tout en étant très consciencieux. On apprendra qu'il avait un père brutal.
Il est spécialisé dans les analyses de preuves. Il aide souvent les experts scientifiques dans les reconstitutions et dans la recherche de preuves. Il passe sur le terrain dans la saison 3.
Il s'éprend de l'une de ses collègues dans la saison 4. Il est menacé à plusieurs reprises de perdre son emploi : Par le chef Sinclair et par Haylène Becall. Il a une aventure d'un soir avec Stella dans la saison 6.
Il est apprécié de tous, et Danny aime bien se moquer gentiment de lui.